# DEK Computer Center
DEK Computer Center (arabe :  داك كمبيوتر سنتر), par abréviation DEKCC, est une société algérienne présente dans les domaines du matériel informatique, dont elle est l'un des principaux fabricants, importateurs, et distributeurs en Algérie.
Avec un chiffre d’affaires commercial, en 2005, supérieur à 8 millions de dollars US (un demi milliard de dinars algériens), un capital social supérieur à 0,75 million de dollars (cinquante millions de dinars algériens), dix-huit années d’existence et un nombre d’employés d’une soixantaine d’ingénieurs et de licenciés, dix-sept agences dans les Wilayas de Sétif (2), Batna (2), Biskra (2), Djelfa, Guelma, M'Sila, Skikda, Tébessa, Bordj-Bou-Arreridj, Jijel, Khenchela, Oum El-Bouaghi, Souk Ahras et Mila.